# Andrej Zajtsev
Andrej Zajtsev (russisk: Андрей Евгеньевич Зайцев) (født 17. september 1975 i Moskva i Sovjetunionen) er en russisk filminstruktør og manuskriptforfatter.

## Filmografi
- 14+ (2015)[2][3]
- Blokadnyj dnevnik (Блокадный дневник, 2021)